# Jože
Jože je moško osebno ime.

## Izvor imena
Ime Jože je različica moškega osebnega imena Jožef.

## Pogostost imena
Po podatkih Statističnega urada Republike Slovenije je bilo na dan 31. decembra 2007 v Sloveniji število moških oseb z imenom Jože: 16.137. Med vsemi moškimi imeni pa je ime Jože po pogostosti uporabe uvrščeno na 8. mesto.

## Osebni praznik
V koledarju je ime Zapisano skupaj z imenom Jožef.